# Capilla ecuménica de Turku
La capilla ecuménica de Turku o de San Enrique (en finés: Pyhän Henrikin ekumeeninen taidekappeli) es una iglesia situada en el barrio de Hirvensalo en Turku (Finlandia).

## Creación
La capilla es obra del arquitecto finés Matti Sanaksenaho, cuyo proyecto Ichtus (Pez) ganó en enero de 1996 el concurso de arquitectura convocado para tal fin. La capilla se construyó en 2004 y se inauguró el 15 de mayo de 2005.
Las vidrieras fueron pintadas por Hannu Konola. El retablo, los bancos y las puertas son obra de Kain Tapper.

## Uso
Originalmente la capilla se concibió como un lugar de culto para los pacientes del hospital vecino. Hoy es una iglesia ecuménica; por eso, por ejemplo, se puede quitar el altar y los candelabros rápidamente. La pueden usar la Iglesia evangélica luterana, la Iglesia ortodoxa, la Iglesia católica, la Iglesia adventista, los baptistas, los metodistas, la Iglesia libre, el Ejército de Salvación y los pentescotistas. 
El edificio acoge también exposiciones de arte, conciertos y otros acontecimientos.

## Galería

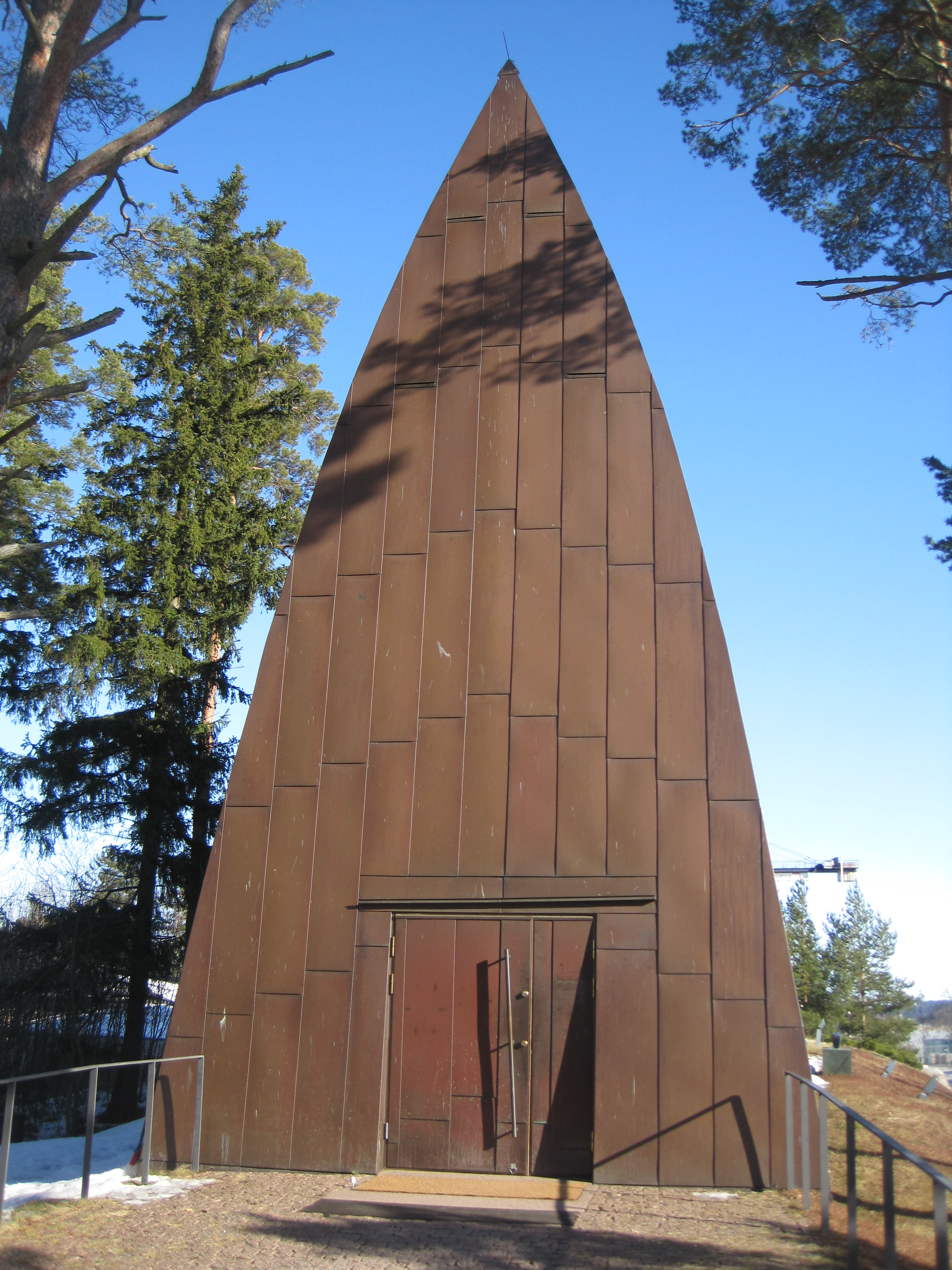
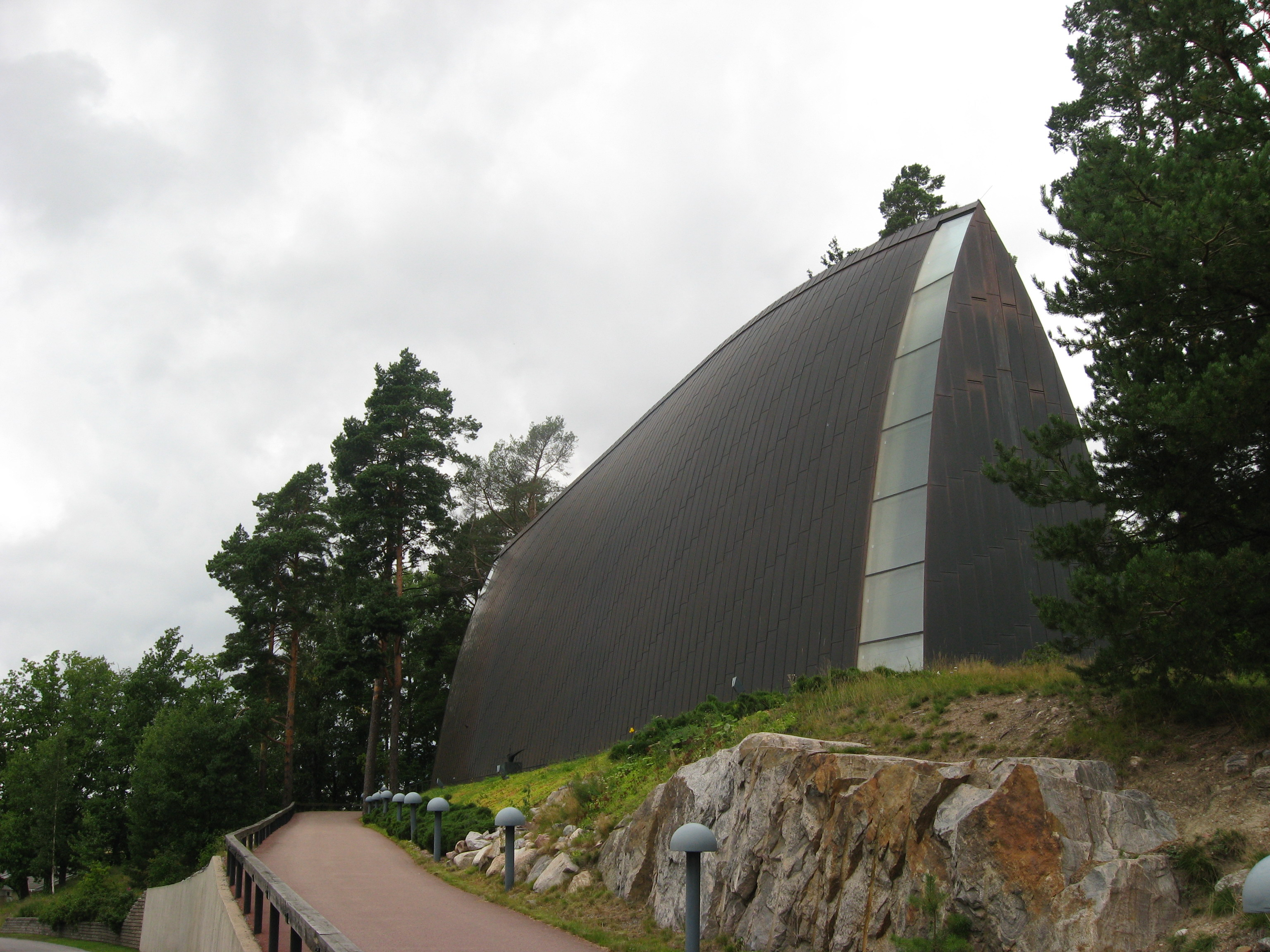
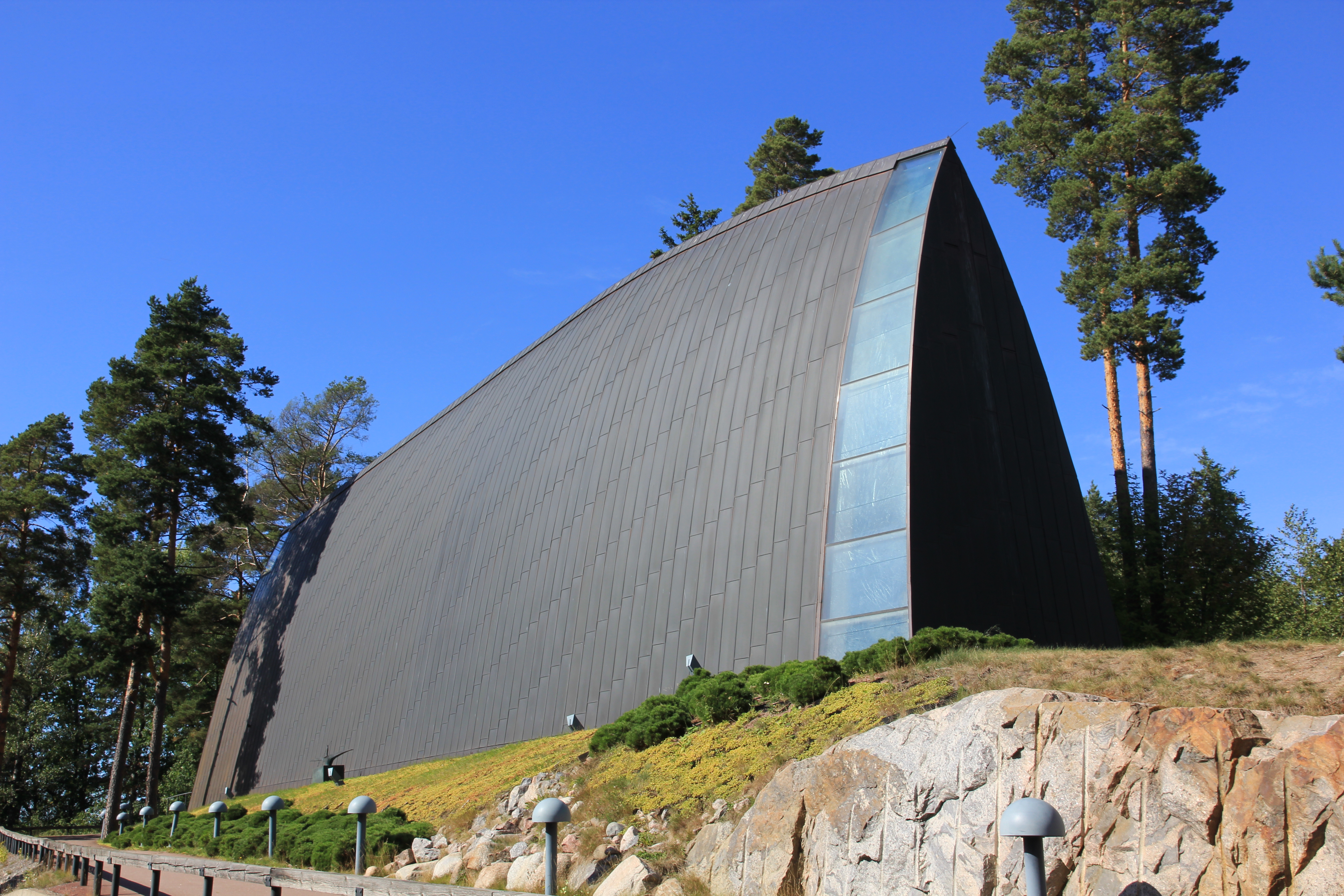
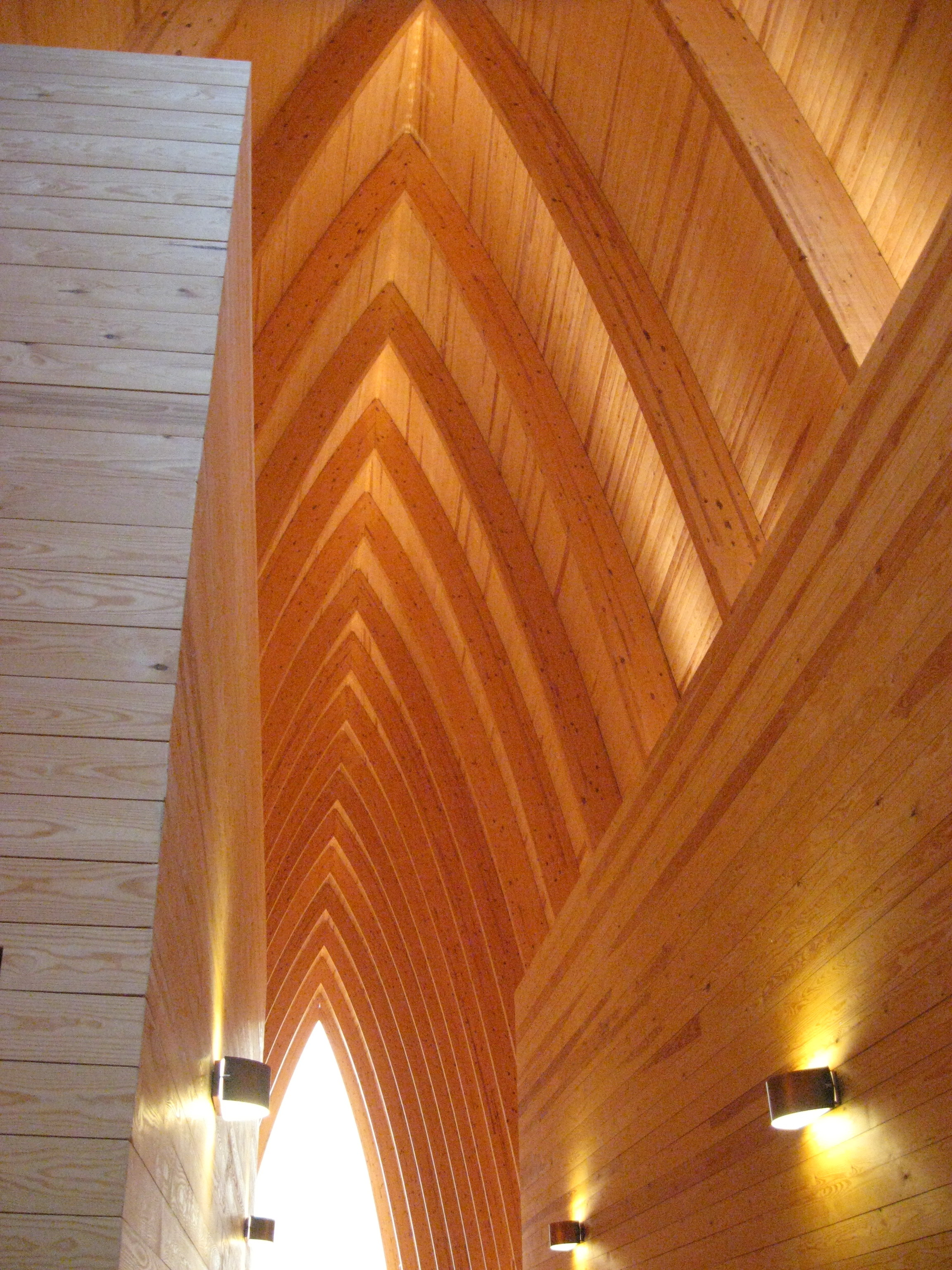
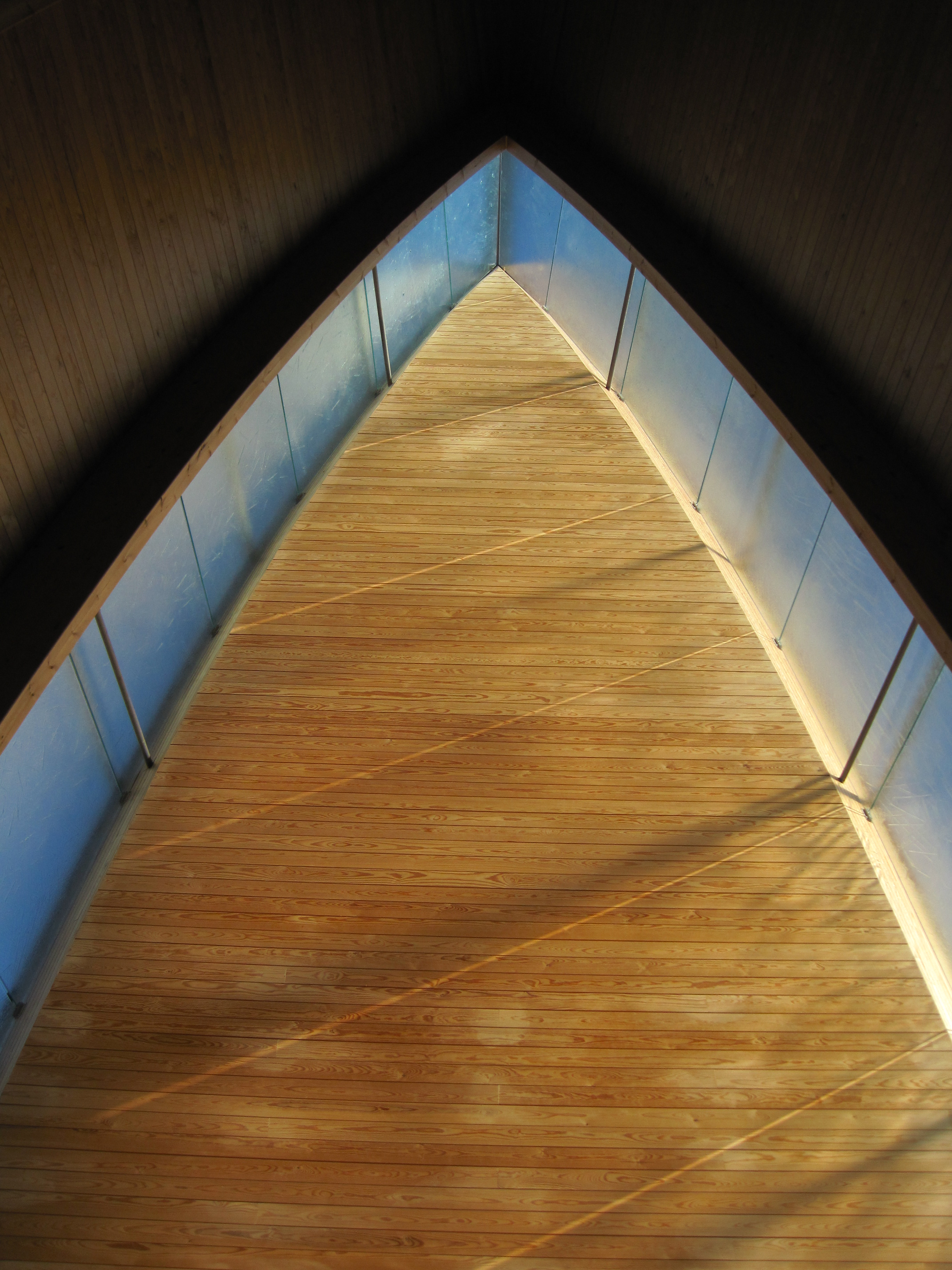